# Natividade (Rio de Janeiro)
Natividade è un comune del Brasile nello Stato di Rio de Janeiro, parte della mesoregione del Noroeste Fluminense e della microregione di Itaperuna.
Il comune è suddiviso in 3 distretti: Natividade (sede comunale), Ourânia e Bom Jesus do Querendo